# Wipptal
Wipptal är en dal i Österrike.   Den ligger i förbundslandet Tyrolen, i den västra delen av landet, 400 km väster om huvudstaden Wien.
I omgivningarna runt Wipptal växer i huvudsak blandskog. Runt Wipptal är det ganska tätbefolkat, med 80 invånare per kvadratkilometer.